# Tótis Fylakoúris
Tótis Fylakoúris, de son nom complet Panayiótis Fylakoúris (en grec moderne : Παναγιώτης «Τότης» Φυλακούρης), est un footballeur grec né le 17 novembre 1942 à Glyfada. Il évoluait au poste de milieu de terrain.

## Biographie
Tótis Fylakoúris est joueur du Panathinaïkos de 1965 à 1975,,.
Avec le Panathinaïkos, il est triple Champion de Grèce en 1969, 1970 et 1972, il remporte également deux Coupes de Grèce en 1967 et 1969
,.
Tótis Fylakoúris dispute tous les matchs de la campagne en Coupe des clubs champions 1970-1971 du club grec. Le Panathinaïkos perd la finale contre l'Ajax Amsterdam sur le score de 0-2,.
Il joue également les deux matchs de la Coupe intercontinentale 1971 disputée contre le Club Nacional. Il marque un but lors du match aller (match nul 1-1 au Pirée) et lors du match retour (défaite 1-2 à Montevideo), le club ne remporte donc pas la consécration internationale.
En 1975, il est transféré à l'Ethnikós Le Pirée qu'il représente jusqu'en 1979,,.
En 1979, il rejoint l'AS Aigaleo. Après deux saisons au sein du club, il raccroche les crampons en 1981,,.
Au total, en compétitions européennes, il dispute 10 matchs de Coupe des clubs champions et 6 matchs de Coupe des villes de foire/Coupe UEFA

## Palmarès
Panathinaïkos
| - Championnat de Grèce (3) : - Champion : 1968-69, 1969-70 et 1971-72. - Vice-champion : 1965-66 et 1973-74. - Coupe de Grèce (2) : - Vainqueur : 1966-67 et 1968-69. - Finaliste : 1964-65, 1967-68, 1971-72 et 1974-75. |  | - Coupe des clubs champions : - Finaliste : 1970-71. |